# 李霄鹏
李霄鹏（1975年6月20日—），中国足球教练员、前职业職業足球員，多次入選国家队，曾出战2002年世界杯。现为中超联赛青岛海牛队主教练。

## 俱樂部生涯
- 1990年进入山东青年队。
- 1994年进入山东泰山，获得甲A联赛第5名。
- 1995年代表济南泰山获得中国足协杯冠军。
- 1996年代表济南泰山将军获得中国足协杯亚军。
- 1999年代表山东鲁能泰山获得甲A联赛和中国足协杯双冠王。

李霄鹏职业生涯一直效力于山东鲁能泰山足球俱乐部（1994－2005年），共在中国职业足球联赛共为山东鲁能泰山队出场217场，打进42粒入球。李霄鹏位置中场，俱乐部号码是18号和8号。职业生涯十二年从未被出示红牌、从未遭受处罚、从未有过负面新闻。

## 国家队
李霄鹏于2000年入选中国国家队，2001参加世界杯亚洲区小组赛和十强赛，2002年参加世界杯，在中国国家队号码为18号。

### 国家队进球
- 仅列出国际A级比赛进球

| 时间          | 地点  | 对手     | 比分 | 赛事               | 进球(累计) |
| ------------- | ----- | -------- | ---- | ------------------ | ---------- |
| 2001年8月25日 | 沈 阳 | 阿联酋   | 3-0  | 2002年世界杯预选赛 | 1( 1)      |
| 2004年6月9日  | 天 津 | 马来西亚 | 4-0  | 2006年世界杯预选赛 | 2( 3)      |

## 教练和其他
李霄鹏在2005年11月赛季退役之后成为山东鲁能泰山足球俱乐部竞赛部主任。在经过了教练员培训之后，也走上了足球教练的岗位，并奉命率领山东女足冲击全运会。
2009年女超职业联赛山东女足在李霄鹏的带领下勇夺女超预赛北区冠军。
2010年8月，35岁的李霄鹏在经过中国足协再三选定后成为了中国女足主教练，也是中国女足主教练历史上最年轻的主帅。
2011年9月，在中国女足無緣2012年倫敦奧運後，李霄鹏辭任主帥。
2013年12月26日，李霄鹏成为降级到中甲联赛的青岛中能主教练。
2015年1月26日，出任石家庄永昌俱乐部总经理。
2015年12月5日，任山东鲁能泰山副总经理、技术总监、中方教练组组长。
2016年6月12日，作为执行主教练参与了山东鲁能泰山与河北华夏幸福的比赛，最终山东鲁能1比2告负。
2017年12月1日，山东鲁能泰山宣布李霄鹏出任球队主教练，2020年10月5日离任。
2020年6月11日，擔任山东省足球运动协会会长。
2020年12月27日，武汉卓尔宣布李霄鹏任球队主教练兼任俱樂部常务副经理。
2021年12月3日，中国足协宣布聘请李霄鹏担任中国国家男子足球队主教练，接替战绩不佳且饱受外界非议的李铁。李霄鹏也成为中国第一位执教过女足和男足两支国家队的足球教练员。
2022年2月1日，李霄鹏執教的第二場比賽，在2022年世界盃外圍賽以1-3輸給越南，創下66年以來首次敗給越南的紀錄。
2023年2月24日，带队征战2022年东亚足球锦标赛的亚历山大·扬科维奇正式接任国足主帅。李霄鹏也创下第一位带队无一场胜利的正式主教练的耻辱纪录。